# Samuel Muller (Theologe)

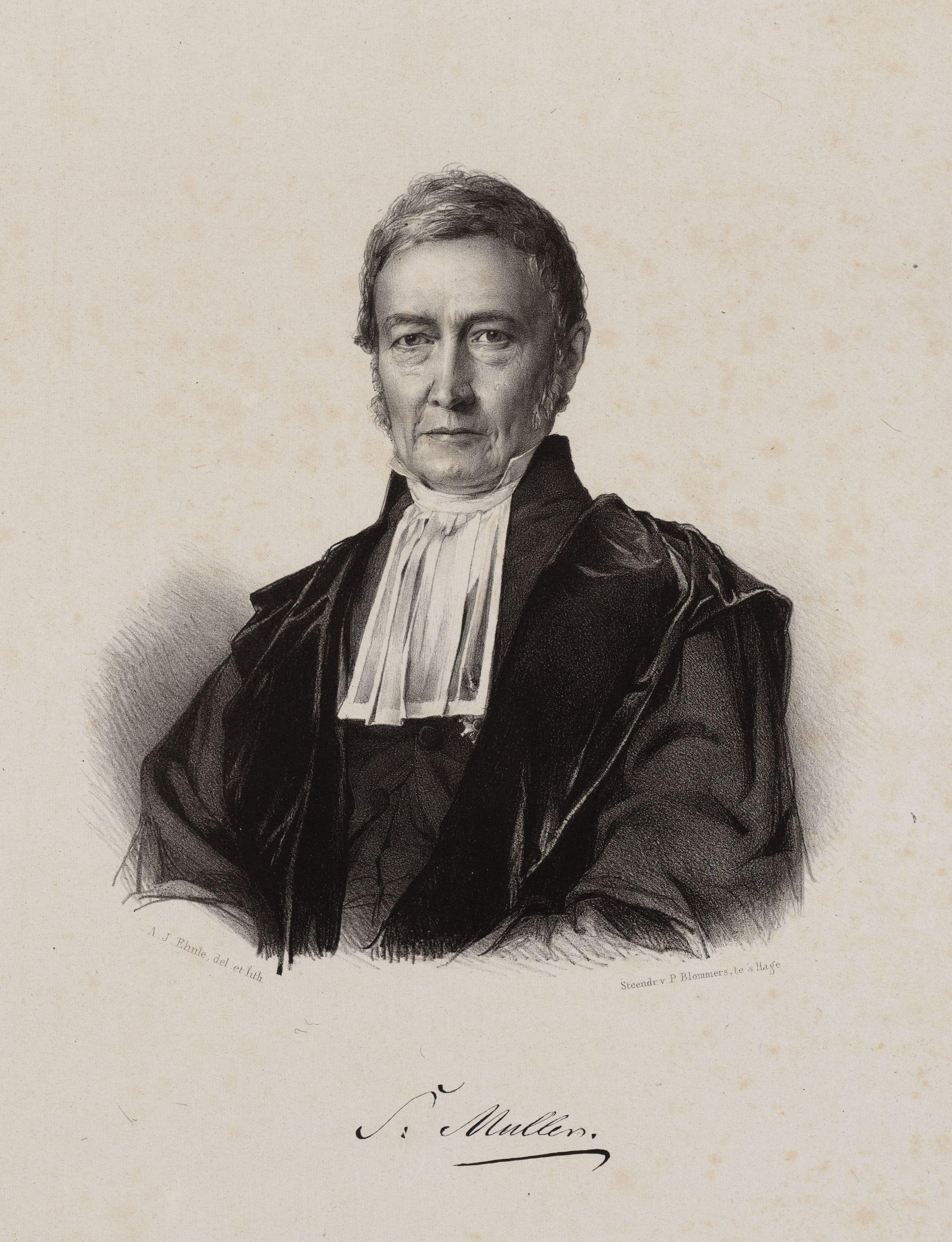
Samuel Muller

Samuel Muller (* 18. Januar 1785 in Krefeld; † 1875) war ein niederländisch-deutscher Theologe. Samuel Muller wirkte u. a. an der Gründung der Algemene Doopsgezinde Sociëteit 1811 mit.
Samuel Muller wurde am 18. Januar 1785 in Krefeld geboren. Seine Eltern starben bereits früh. 1801 ging Muller nach Amsterdam, um dort Philologie und mennonitische Theologie zu studieren. Nach seinem Studium wurde er 1806 als Prediger nach Zutphen berufen. Im April 1812 heiratete Muller die Witwe Femina Geertruida aus Haarlem. Nach einigen Jahren in Zutphen und Zaandam-Oostzijde nahm er 1814 eine Predigerstelle in Amsterdam an.
1827 wurde Muller schließlich auf eine Professorenstelle am Theologischen Seminar der Algemene Doopsgezinde Sociëteit berufen. Muller lehrte hier Dogmatik, Pastorale Theologie und mennonitische Kirchengeschichte. Muller publizierte vor allem über die Geschichte der niederländischen Mennoniten, schrieb aber beispielsweise auch über die literarischen Werke des Schriftstellers Joost van den Vondel. Von der Universität Leiden wurde ihm 1827 ein Doktor in Philosophie und nochmals 1836 ein Doktor in Theologie verliehen. Neben seiner Arbeit als Professor wirkte er noch bis 1836 als Prediger der Amsterdamer Mennonitengemeinde. Muller war aktives Mitglied der Niederländischen Bibelgesellschaft und nahm aktiv an der Gründung der Mennonitischen Missionsgesellschaft (Doopsgezinde Zending) 1847 teil, dessen Vorsitzender er auch für einige Jahre war. 1854 stellte Muller den ersten Amsterdamer Bibliothekskatalog fertig.
1856 wurde Samuel Muller emeritiert.